# Araponga à gorge nue
Procnias nudicollis
Espèce
Statut de conservation UICN

NT : Quasi menacé
L'Araponga à gorge nue (Procnias nudicollis) est une espèce d'oiseaux de la famille des Cotingidae. Dans les régions de langue espagnole de son aire de répartition, on lui donne le nom vernaculaire  de Pájaro Campana ; le compositeur et virtuose de la harpe paraguayenne  Félix Pérez Cardozo (es) a intitulé ainsi une de ses pièces les plus fameuses.  

## Répartition géographique
Il vit dans la forêt atlantique d'Amérique du Sud et les régions de forêt humide avoisinantes.